# Oliver Villadsen
Oliver Villadsen (født d. 16. november 2001) er en dansk professionel fodboldspiller, som spiller for Superliga-klubben Brøndby IF.

## Klubkarriere

### FC Nordsjælland
Villadsen kom igennem FC Nordsjællands ungdomsakademi, og gjorde sin debut for førsteholdet den 11. august 2019. Han har siden fået en vigtig rolle i truppen, og han spillede i oktober 2021 sin kampe nummer 50 for holdet.

## Landsholdskarriere
Villadsen har repræsenteret Danmark på flere ungdomsniveauer.